# Chris Wright (basket-ball, 1989)
Pour les articles homonymes, voir Chris Wright et Wright.
Cet article concerne le basketteur américain jouant comme meneur de jeu et né en 1989. Pour le basketteur américain jouant comme ailier et né en 1988, voir Chris Wright (basket-ball, 1988).
Chris Wright, né le 4 novembre 1989, est un joueur professionnel américain de basket-ball évoluant au poste de meneur de jeu.
En 2013, quand il signe un contrat de 10 jours avec l'équipe américaine des Mavericks de Dallas, il devient le premier joueur professionnel de basket-ball atteint de sclérose en plaques à évoluer en NBA.

## Carrière

### Lycée
Originaire de Bowie, Maryland, il mène le jeu de l'équipe du lycée St. John's College High School à Washington DC. En 2007, il marque plus de 30 points en moyenne par match durant sa dernière saison et est sélectionné au McDonald's All American, une rencontre rassemblant les meilleurs joueurs lycéens du pays, tels que Derrick Rose (NBA Rookie of the Year en 2009 et NBA Most Valuable Player en 2011) ou Blake Griffin (NBA Rookie of the Year en 2011),.

### NCAA
La même année, il est recruté par la faculté de Georgetown pour occuper le poste de meneur titulaire. Durant sa dernière année, il tourne à 13,1 points marqués et 5,4 passes décisives par match et est classé dans les 20 meilleurs de la Big East Conference dans diverses catégories statistiques (moyennes de points marqués, passes décisives et interceptions ; pourcentage de réussite aux lancers-francs),.

### Carrière professionnelle
Au terme de sa carrière universitaire, il n'est pas choisi lors de la draft 2011 de la NBA et signe avec le club turc d'Olin Edirne Basket pour la saison 2011-2012.
Il participe au « training camp » des Hornets de La Nouvelle-Orléans sans être retenu dans le groupe qui entamera la saison 2012-2013. Il rejoint la D-League et l'équipe de l'Energy de l'Iowa (affiliée aux Hornets) pour le reste de la saison au cours de laquelle il aura les honneurs d'une sélection au NBA Development League All-Star Game.
Le 13 mars 2013, Chris Wright signe un contrat de 10 jours avec les Mavericks de Dallas et devient le premier joueur de l'histoire de la NBA atteint de sclérose en plaques. Il participe à trois matchs de saison régulière avant la fin de ce contrat qui ne sera pas renouvelé.
En avril 2013, il s'engage avec l'équipe porto-ricaine des Capitanes de Arecibo.
En septembre 2013, le club français de l'ASVEL Lyon-Villeurbanne annonce son arrivée au poste de meneur en remplacement de Pierre Jackson pour la saison 2013-2014.

## Autres activités
Le 29 juin 2013, Chris Wright a organisé le premier « MS Basketball Jamboree », un événement autour d'un match de basket-ball, afin de lever des fonds au bénéfice de la  « MS Foundation », une organisation à but non lucratif venant en aide aux personnes atteintes de sclérose en plaques.